# Common Law Cabin
Common Law Cabin (títol original How Much Loving Does a Normal Couple Need?) és una pel·lícula d'explotació de 1967 dirigida per Russ Meyer. La pel·lícula compta amb Alaina Capri i els habituals de Meyer Babette Bardot i Jack Moran.

## Argument
Dewey Hoople (Jack Moran) té una cabana turística al llarg del riu Colorado juntament amb la seva dona francesa Babette (Babette Bardot) i la seva filla Coral (Adele Rein). Els negocis van tan malament que Hoople ha de pagar a un alcohòlic local (Frank Bolger com a "Cracker") per atraure els turistes, anomenats "xumps", a passar-hi temps i diners.

## Repartiment
- Babette Bardot com a Babette
- Frank Bolger com a Cracker
- Alaina Capri com a Sheila Ross
- John Furlong com el Dr. Martin Ross
- Andrew Hagara com Laurence Talbot III
- Jackie Moran com a Dewey Hoople
- Adele Rein com a Coral Hoople
- Ken Swofford com a Barney Rickert

## Producció
Va ser coescrita per Russ Meyer i Jack Moran, i es va rodar al Riu Colorado a Arizona. Altres parts de la pel·lícula es van rodar a la Coachella Valley, Califòrnia.

## Recepció
Roger Ebert va escriure més tard que la pel·lícula, juntament amb Good Morning and Goodbye, "no es trobava entre els millors treballs posteriors de Meyer. Les trames són massa difuses per mantenir la tensió dramàtica, l'actuació és indiferent i hi ha una quantitat inusual de diàlegs sense rumb. En retrospectiva, però, aquestes pel·lícules es poden veure com la desvinculació gradual de Meyer de la trama."